# الهجمات الصيفية 1993
استولت الوحدات العسكرية الأرمنية خلال الهجمات الصيفية لعام 1993 أثناء حرب مرتفعات قرة باغ على العديد من المناطق الأذربيجانية في سلسلة معارك بدأت من يونيو وانتهت في أغسطس 1993.
صارت منطقة آغدام مسرحًا لتبادل القصف من الجانبين. في 4 يوليو، بدأت القوات الأرمينية قصفًا مدفعيًا ضد على مدينة آغدام. وعندما بدأ المدنيون في إخلاء آغدام، فعل مثلهم الجنود. وأثناء اندلاع القتال من منزل إلى منزل، لم يبذل الأذربيجانيون سوى القليل من الجهد للدفاع عن المدينة. خلال نهاية الشهر، سيطرت القوات الأرمنية على آغدام، وغادر ما يقرب من 120,000 مدني المنطقة. وفي 29 يوليو، صدر القرار الثاني رقم 853 من مجلس الأمن التابع للأمم المتحدة الذي أدان الهجوم وأكد من جديد النقاط السابقة التي أثارها. ومع الدعوات لوقف تقدم القادة العسكريين الأرمن، فقد قالت الحكومة الأرمنية إنها لا تسيطر على قادتها العسكريين من أجل إيقاف الهجوم.
وفي مواجهة الانهيار العسكري، حاول علييف التوسط مع حكومة ناغورنو كارباخ الفعلية ومسؤولي مجموعة مينسك. تم الاتفاق على هدنة استمرت ثلاثة أيام من قبل الحكومتين ابتداءً من 26 يوليو. وفي غضون أيام، وبعيدًا عن المشاهد التي أصبحت مألوفة جدًا لكليهما، انهار وقف إطلاق النار واستأنف كلا الطرفين القتال. في منتصف أغسطس، حشد الأرمن قوة للاستيلاء على المناطق الأذرية في مقاطعة فضولي وجبرائيل، جنوب شمال ناغورني كارباخ. اتهمت أذربيجان القوات الأرمينية بأنها قد بدأت بالفعل قصف القرى، في حين نفى الأرمن ذلك، مدعين أنهم كانوا يدافعون عن الحدود الجنوبية للجيب من الهجمات الأذربيجانية. في كلتا الحالتين، عبرت القوات الأرمنية جنوبًا وتقدمت جنوبًا باتجاه حدود إيران باتجاه فضولي. وبدعم من المدرعات الثقيلة، فقد شقت القوات الأرمنية طريقها عبر المنطقة حيث أصدرت الحكومة الإيرانية عدة تحذيرات بشأن الهجوم الجديد لكنهم قالوا أيضًا إنها ستلتزم بمحادثات سلام جديدة. كان يسكن المنطقة ما بين 30 إلى 50,000 من الآذريين، مما أجبر الكثير منهم على الفرار والتماس اللجوء في إيران. وبحلول 20 أغسطس، سقطت فضولي وجبرائيل وزنجيلان. وفي غضون عدة أشهر، فقدت أذربيجان خمس مناطق متاخمة لقرة باغ.